# Ciocănești (Dâmbovița)
Pour les articles homonymes, voir Ciocănești.
Ciocănești est une commune du județ de Dâmbovița en Roumanie.